# Tetralycosa
Tetralycosa là một chi nhện trong họ Lycosidae.